# Jeff Clark
Jeff Clark (* 26. März 1957 in Redwood City, Kalifornien) ist ein US-amerikanischer Big-Wave-Surfer. Bekannt wurde er durch die Entdeckung der Mavericks-Welle in Nordkalifornien, wo er 15 Jahre lang allein surfte, bevor sich andere Surfer dorthin wagten.

## Leben
Jeff Clark wurde in Redwood City geboren, aber seine Familie zog schon 1966 nach Miramar Beach an der Half Moon Bay. Dort begann er mit dem Surfen, was ihn bald nach größeren und stärkeren Wellen entlang der Küste Nordkaliforniens suchen ließ. Im Winter konnten er und seine Freunde von den Hügeln Half Moon Bays aus die großen Wellen vor Pillar Point am Nordende der Bucht brechen sehen. Nachdem er lange die Bedingungen vor Ort geprüft hatte, surfte Clark die Mavericks am Pillar Point 1975 zum ersten Mal. Die nächsten 15 Jahre surfte er dort allein, bevor er andere Surfer überzeugen konnte, mit ihm dort auf den massiven Wellen zu surfen. Clark fertigte weiterhin seine eigenen Boards, die genau auf die Bedingungen vor Ort zugeschnitten waren, weshalb sein Name heute untrennbar mit Mavericks verbunden ist.
Im Jahr 1994 wurde er von der Zeitschrift Surfer als einer der weltbesten Big-Wave-Surfer benannt. In der Folge hatten Clark und die Mavericks Surfszene Auftritte in Filmen wie Riding Giants und Adventures in Wild California. Er ist der einzige Surfer in der San Mateo County Sports Hall of Fame.
1998 organisierte er den ersten Mavericks Surf Contest.
Weiterhin machte er sich einen Namen als Shaper von Surfboards. Heute besitzt er einen Surf Shop, wo er seine eigenen Boards und seine eigene Bekleidungslinie vertreibt.